# Bullhead (South Dakota)
Bullhead is een plaats (census-designated place) in de Amerikaanse staat South Dakota, en valt bestuurlijk gezien onder Corson County.

## Demografie
Bij de volkstelling in 2000 werd het aantal inwoners vastgesteld op 308.

## Geografie
Volgens het United States Census Bureau beslaat de plaats een oppervlakte van
8,0 km², waarvan 7,8 km² land en 0,2 km² water. Bullhead ligt op ongeveer 541 m boven zeeniveau.

## Plaatsen in de nabije omgeving
De onderstaande figuur toont nabijgelegen plaatsen in een straal van 36 km rond Bullhead.